# ヒェルトゥル・ロギ・ヴァルガルズソン
ヒェルトゥル・ロギ・ヴァルガルズソン（Hjörtur Logi Valgarðsson 、1988年9月27日 - ）は、アイスランド・レイキャヴィーク出身のプロサッカー選手。FHハフナルフィヨルズゥル所属。ポジションは、ディフェンダー。

## クラブ歴
2006年、18歳の時にFHハフナルフィヨルズゥルでデビューを飾り、2008シーズンからクラブの中心選手となった。
2010年12月、スウェーデンのIFKヨーテボリのトライアルを経て、2011年1月18日に契約を結んだ。
2013年11月15日、2014シーズンに先立ち、ノルウェーのソグナルと契約を結び、元IFKヨーテボリ監督のヨナス・オルソンと再会した。

## 代表歴
2008年3月15日のフェロー諸島代表戦でアイスランド代表デビューを果たした。2011年6月18日、UEFA U-21欧州選手権2011のU-21デンマーク代表戦ではU-21アイスランド代表初ゴールを決めて3-1での勝利に貢献した。

## タイトル

### クラブ
IFKヨーテボリ
- スヴェンスカ・クッペン: 2012-13